# Сиеннесий II
Сиеннесий II (др.-греч. Συέννεσις) — царь Киликии в начале V века до н. э.
По замечанию исследователей, в том числе востоковеда И. М. Дьяконова, «Сиеннесий» означало родовое имя или же титул царей Киликии (ассирийское Хилакку), превратившейся к началу VI века до н. э. в крупное государство, возможно, включавшему в себя ряд бывших территорий таких неохетских царств как Табал, Куэ.
По свидетельству Геродота, дочь Сиеннесия вышла замуж за Пиксодара, сына Мавсола, из Карии, принявшего участие в совместном с греками выступлении против персов во время Ионийского восстания в начале V века до н. э.
По предположению некоторых исследователей, возможно, именно этот киликийский царь, обозначенный «отцом истории» как сын Оромедонта, был одним из командиров персидского флота во время похода Ксеркса I в Элладу в 480—479 годах до н. э.